# 気象台
気象台（きしょうだい、英: Meteorological Observatory）とは、日本における気象庁の機関のひとつであり、国土交通省設置法で規定されている。地上気象観測（天気）だけではなく、地震・火山・海洋などの観測も行なう。また、過去観測した気象を公的に証明する気象証明を発行する業務もある。
なお、気象庁では特定の気象台および気象観測所、測候所、さらに海洋気象観測船、南極の昭和基地において、上空（高層域）の気象状況を観測している。高層気象観測では、測定器を上空に飛ばして計測するラジオゾンデと、上空に電波を発射し、反射した電波を観測するウィンドプロファイラを実施している。

## 語源
明治初期の日本の近代気象観測が始まったころ、気象観測を行う施設は気候測量場や測候所と呼ばれていた。鯉沼寛一によると、1880年（明治13年）長崎測候所の月報の発行元として「東京測候所」が「地理局気象台」に変わったことが確認でき、この頃から日本で「気象台」の語が使われ始めた。増えつつあった測候所に対して、東京の拠点がその中枢であることを示すための表現と考えられる。なお、当時は内務省地理局下の各測候所とは別に、海軍省水路寮の観象台も天文と気象の観測を行っていたことからその影響も考えられる。1887年には東京気象台が中央気象台に改称し、後の気象庁に至る。気象庁編の『気象百年史』や同庁ホームページでは1875年（明治8年）6月1日東京における気象観測開始を東京気象台の設置としているが、鯉沼によれば当時のジョイネルによる観測記録にある"Imperial Meteorological Observatory, Tokio, Japan"を後年邦訳したものと考えられる。

## 気象台・測候所等の種類

### 施設等機関
- 高層気象台
高層気象の観測や研究、高層気象観測用測器の点検校正等の業務を行う。

### 地方支分部局

気象台の位置

- 管区気象台 - 5管区気象台
管区気象台等は、気象庁の所掌事務のうち、第4条第1項第120号、第121号（地球磁気及び地球電気に関するものを除く。）、第122号及び第128号に掲げる事務を分掌する。
札幌（北海道）・仙台（宮城県）・東京（東京都）・大阪（大阪府）・福岡（福岡県）
- 沖縄気象台
管区気象台と当分の間は同等とされる（国土交通省設置法第48条第2項）

- 地方気象台（一般） - 50気象台
地方気象台は、管区気象台等の所掌事務の一部を分掌する。
北海道に6気象台、沖縄県に3気象台、管区気象台の所在する宮城県・東京都・大阪府・福岡県を除いた各府県に1気象台（多くは県庁所在地にあるが、地理的関係で、熊谷（埼玉県）、銚子（千葉県）、彦根（滋賀県）、下関（山口県）は県庁所在地以外に存在する。）

- 測候所（一般） - 2測候所
分担気象官署として、気象庁予報警報規程第 10 条及び第 12 条に基づき、府県予報区担当官署以外に波浪予報、気象の注意報・警報の発表を行うことができる。
帯広（北海道）・名瀬（鹿児島県）

#### 航空気象に特化した組織
各空港に所在する。それぞれ地域分掌組織と同等であり、本来ならば分ける必要はないが、業務が大きく異なるため別記した。
- 航空地方気象台 - 5気象台
東京・成田・中部・関西・福岡
- 航空測候所 - 3測候所
新千歳・仙台・那覇

## 組織再編

### 測候所の縮小
かつては気象台と併せて100か所を超える測候所での有人観測観測を行っていたが、観測技術の高度化や経費節減の要請により基本的に無人化された。地方気象台の管轄が広い北海道十勝地方の帯広と鹿児島県奄美大島の名瀬の2か所が有人の測候所として存続している。

### 空港出張所等の廃止
航空地方気象台や航空測候所の下に所属し各地の空港に設置されていた空港出張所や空港分室は、観測の機械化や観測業務の民間委託が進められ、航空気象観測所に移行した。

### 海洋気象台の廃止
1920年から2013年9月まで、海洋や海上気象を主な担当とする組織として存在したが、組織改組によって消滅した。

## 観測の自動化
特別地域気象観測所、ほとんどの地方気象台などでは、地上気象観測装置の観測と気象衛星やレーダーのデータを組み合わせ、目視で行われていた天気の記録（晴れ・曇りの判別、雨雪判別）や雷の記録を代替している。
航空気象観測でも、自動観測の導入が進められている。

## 気象官署ではない有人観測所
測候所や気象台（気象官署）ではないものの有人拠点となっている観測所としては、小笠原諸島・父島（東京都小笠原村）の父島気象観測所、南鳥島の南鳥島気象観測所、館野（茨城県つくば市）の高層気象台が挙げられ、いずれも高層気象観測（ラジオゾンデ放出）などが行われているが、予報・警報は行わないため、施設等機関に位置付けられている。